# Волотёк, Олег Викторович
Олег Викторович Волотёк (укр. Олег Вікторович Волотек; род. 15 августа 1967, Новочеркасск, Ростовская область) — советский и украинский футболист, полузащитник, защитник. Чемпион УССР 1986 года. Чемпион Украины 1992/93. Серебряный призёр чемпионата Украины 1992 (весна). Обладатель Кубка Украины 1992/93. Мастер спорта Украины (1993).
Под 28 номером вошёл в 50-ку из лучших игроков «Зари» по версии football.ua.

## Игровая карьера
Воспитанник луганского спортинтерната. Первый тренер — В. Р. Шиханович. Победитель Всесоюзной спартакиады школьников 1984 года. Бронзовый призёр кубка «Надежда» 1984 года. Выступал в дубле луганской «Зари».
25 мая 1984 года в матче «Заря» — «Звезда» (Джизак) дебютировал в основной команде «Зари» в первой лиге чемпионата СССР. В том же сезоне луганчане покинули первую лигу. Через два года «Заря» победила в зональном турнире команд второй лиги, затем в переходном турнире добилась права на возвращение в первую лигу. Волотёк вместе с другими членами команды получил золотую медаль чемпиона Украины. Всего в луганской команде провёл 181 матч. Во время службы в армии, играл в киевском СКА.
В 1992 году в чемпионате Украины играл в киевском «Динамо». Стал серебряным призёром чемпионата Украины. Выступал в Кубке чемпионов 1991/92 и Кубке УЕФА 1992/93. Всего в еврокубках сыграл 4 игры, на поле провёл 186 минут. После проигранного матча за первое место в чемпионате Украины в «Динамо» поменялся тренер. Новый наставник Йожеф Сабо не видел Олега в составе своей команды, и вскоре Волотёк был отдан в аренду в московский «Асмарал».
За «Асмарал» Волотек провел полный сезон 1993 года, сыграл 24 матча, забил 2 мяча. Главный тренер москвичей Николай Худиев очень ценил игровые качества футболиста, но по условиям аренды вынужден был расстаться с игроком.
На правах аренды Волотек также играл за «Динамо-2», «Кривбасс», «Николаев» и «Металлург» (Мариуполь). В каждой из команд проводил не более половины сезона. В составе мариупольцев — победитель второй лиги чемпионата Украины 1995/96.
В 1998 году по приглашению Иштвана Секеча переходит в «Металлург» (Красноярск). В России провёл один сезон. Победитель второго дивизиона (восток) чемпионата России 1998 года.
После возвращения на Украину играл за «Сталь» (Алчевск) и «Закарпатье» (Ужгород). В обеих командах становился серебряным призёром первой лиги (1999/2000 и 2000/01).
На закате карьеры играл в любительских футбольных коллективах «Факел» (Варва), «Буча-КЛО» (Буча), «Еднисть» (Плиски), «Джипер» (Киев), «Ирпень» (Гореничи). Обладатель Кубка Украины среди любительских команд 2003 года. Финалист Кубка 2008 года.

## Карьера в сборной
Прошёл все уровни юниорских, юношеских и молодёжных сборных СССР. Был капитаном юношеской сборной СССР. В составе сборной Украинской ССР — победитель первых Всесоюзных юношеских игр 1985 года.

## Тренерская карьера
В 2010 году работал помощником главного тренера узбекистанского клуба «Машъал» (Мубарек). В настоящее время — тренер любительской команды «Кристалл» (Буча).

## Достижения
- Чемпион Украины 1993 года.
- Чемпион Украинской ССР 1986 года.
- Обладатель Кубка Украины 1993 года.
- Серебряный призёр чемпионата Украины 1992 года.
- Победитель второго дивизиона (восток) чемпионата России 1998 года. Победитель Всесоюзной спартакиады школьников 1984 года.
- Победитель второй лиги чемпионата Украины 1996 года.
- Серебряный призёр Первой лиги Украины (2): 2000, 2001 годов.
- Обладатель Кубка Украины среди любительских команд 2003 года.